# Недозвани
„Недозвани” је југословенски ТВ филм из 1969. године. Режирао га је Александар Ђорђевић, а сценарио је написао Васа Поповић по делу Момчила Настасијевића.

## Улоге
| Глумац          | Улога |
| --------------- | ----- |
| Даница Аћимац   |       |
| Дара Чаленић    |       |
| Неда Спасојевић |       |
| Бора Тодоровић  |       |
| Стево Жигон     |       |